# Black Mountain College
Le Black Mountain College fut une université libre expérimentale, fondée en 1933 près d'Asheville en Caroline du Nord, aux États-Unis. Plate-forme pour les pratiques artistiques d'avant-garde, elle a considérablement marqué l'histoire de l'art du XXe siècle. Elle cessa son activité en 1957. 
Le Black Mountain College, dont le nom vient des nombreuses montagnes noires qui entourent l'université, fut fondé en réaction aux écoles plus traditionnelles sous l'impulsion de plusieurs enseignants (John Andrew Rice, Theodore Dreier...), avec une orientation pédagogique plus libérale axée sur l'expérience de petites communautés et la mise en avant du travail manuel. Fortement influencé par la pédagogie de John Dewey, l'établissement reste aujourd'hui surtout célèbre pour son activité autour des arts plastiques, de la poésie, et de la musique, bien que son enseignement ait été multi-disciplinaire (sciences, langues, histoire, etc.). Ne délivrant pas de diplôme, le Black Mountain College prônait l'éducation de tous par chacun, la gestion collective et démocratique de tous les aspects de la vie quotidienne, de la réflexion théorique à la programmation culturelle et à la contribution aux travaux manuels.

## Histoire

### De 1933 à 1941, Blue Ridge Campus

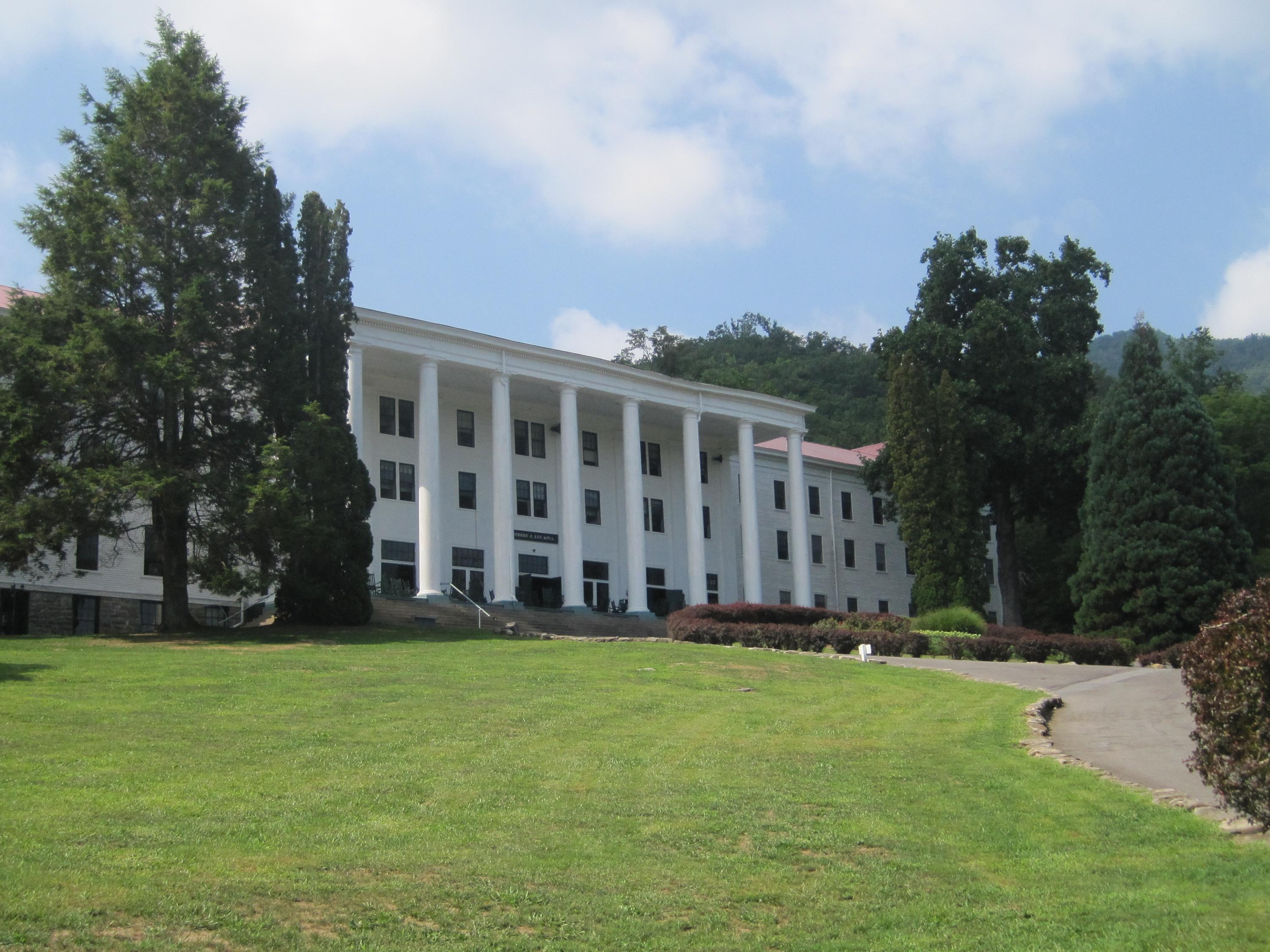
Robert E.Lee Hall, premier bâtiment à accueillir le Black Mountain College

Après avoir été renvoyés de l'Université de Rollins, John Andrew Rice et quelques fidèles collègues décident de fonder une université libre autogérée par ses enseignants et ses étudiants. En septembre 1933, ils s'installent dans un bâtiment de la Young Men's Christian Association Blue Ridge Assembly à cinq kilomètres au-dessus de Black Mountain. La YMCA n'utilise les locaux que durant l'été; permettant ainsi au Black Mountain College de les louer pendant le reste de l'année.
Les étudiants participent aux décisions du collège, qui sont basées sur le consensus plutôt que sur le vote. Les années scolaires et les notes ne sont pas communiquées bien qu'elles soient enregistrées afin de permettre leur transfert aux autres universités américaines. Le progrès des étudiants est mesuré par leur avancement dans leurs projets d'étude. Durant les huit premières années, des cours de sciences dures, de sciences humaines, de langues étrangères et classiques, d'arts et d'architecture sont assurés par les enseignants. Les cours sont donnés le matin et le soir. L'après-midi est réservée aux travaux manuels et autres activités telles que des randonnées dont les montagnes entourant le campus offrent un espace naturel privilégié. Des bals dansant, des fêtes, des concerts et des conférences sont organisés par la communauté durant les week-ends.
Dès sa première année, le collège est marqué par l'arrivée de Josef et Anni Albers, qui s'exilent aux États-Unis après la fermeture du Bauhaus. Avec leur arrivée, le collège devient un lieu privilégié de transmission de l'enseignement du Bauhaus.
À partir de 1936, Xanti Schawinski aide Albers à développer l'école, à partir de ses études scéniques, qui dérivent de ce qu'il faisait au Bauhaus. Son objet est l'étude des phénomènes fondamentaux, tels l'espace, la couleur, le temps, etc. Sa première mise en scène, Spectrodrama, est, selon lui, une méthode pédagogique ayant pour objectif l'échange entre les arts et la science. Son groupe de travail crée, pour exprimer ces échanges, des interprétations scéniques s'inspirant des réflexions sur la lumière du peintre Hirschfeld-Mack. C'est un théâtre visuel, tel un carré jaune se déplaçant devant des formes blanches. En 1938, avec Danse Macabre, le public est invité à participer à ces jeux de couleurs. Grâce à ces œuvres et à son enseignement, l'art de la performance devient le point de convergence de plusieurs formes d'art. Schawinski quitte le collège en 1938 pour rejoindre le New Bauhaus à Chicago.

### De 1941 à 1953, Eden Lake Campus
En 1937, dans un climat de crise financière et d'instabilité, le collège acquiert un terrain de trois-cents hectares au bord du lac Eden. Un projet architectural ambitieux est proposé par Walter Gropius et Marcel Breuer mais ne sera jamais concrétisé en raison de la guerre imminente. C'est finalement un projet plus simple conçu par l'architecte américain A. Lawrence Kocher qui est réalisé. Dès la fin de 1940, les étudiants et les professeurs participent à la construction du nouveau campus offrant ainsi l'opportunité à la communauté du Black Mountain College de se réunir autour de l'expérience de l'architecture et du travail manuel,. En juin 1941, le collège déménage officiellement de son nouveau campus à Lake Eden. Le campus est composé d'un bâtiment d'études, un grand réfectoire, plusieurs habitations et des fermes.
À partir de 1944, et ce jusqu'à 1953, des instituts d'été sont organisés sur le campus. Ils ont ramené au Black Mountain College des intervenants extérieurs prestigieux et ont largement participé à la construction d'une vision idyllique du collège. Le premier Summer Institute, qui était une célébration au septantième anniversaire d'Arnold Schoenberg, a ramené sur le campus de nombreux interprètes de la musique du compositeur.

### De 1953 à 1957, fermeture progressive
En 1951, le poète Charles Olson, qui avait enseigné entre 1948 et 1949, devient le président du rectorat et la figure dominante du collège. Avec l'écrivain Robert Creeley, il lance la  Black Mountain Review qui publie les textes des jeunes auteurs américains. La revue est créée en tant qu'espace de travail mais aussi dans le but de faire la publicité du Black Mountain College.
Les nombreux efforts qui ont été fournis pour donner une structure plus traditionnelle à l'école sont restés infructueux et l'atmosphère conservatrice des années 1950 rendait impossible une levée de fonds pour des projets expérimentaux. À partir de 1950, le collège commence à s'endetter et dépasse les 80'000 dollars de dettes en 1953. Peu à peu, le personnel de l'administration démissionne et les infrastructures sont abandonnées. En automne 1956, le processus de fermeture est lancé par le rectorat, qui entreprend alors la vente du matériel et de la propriété. Quelques mois après la fermeture du collège, le dernier numéro de la Black Mountain Review est publié.

## Enseignements

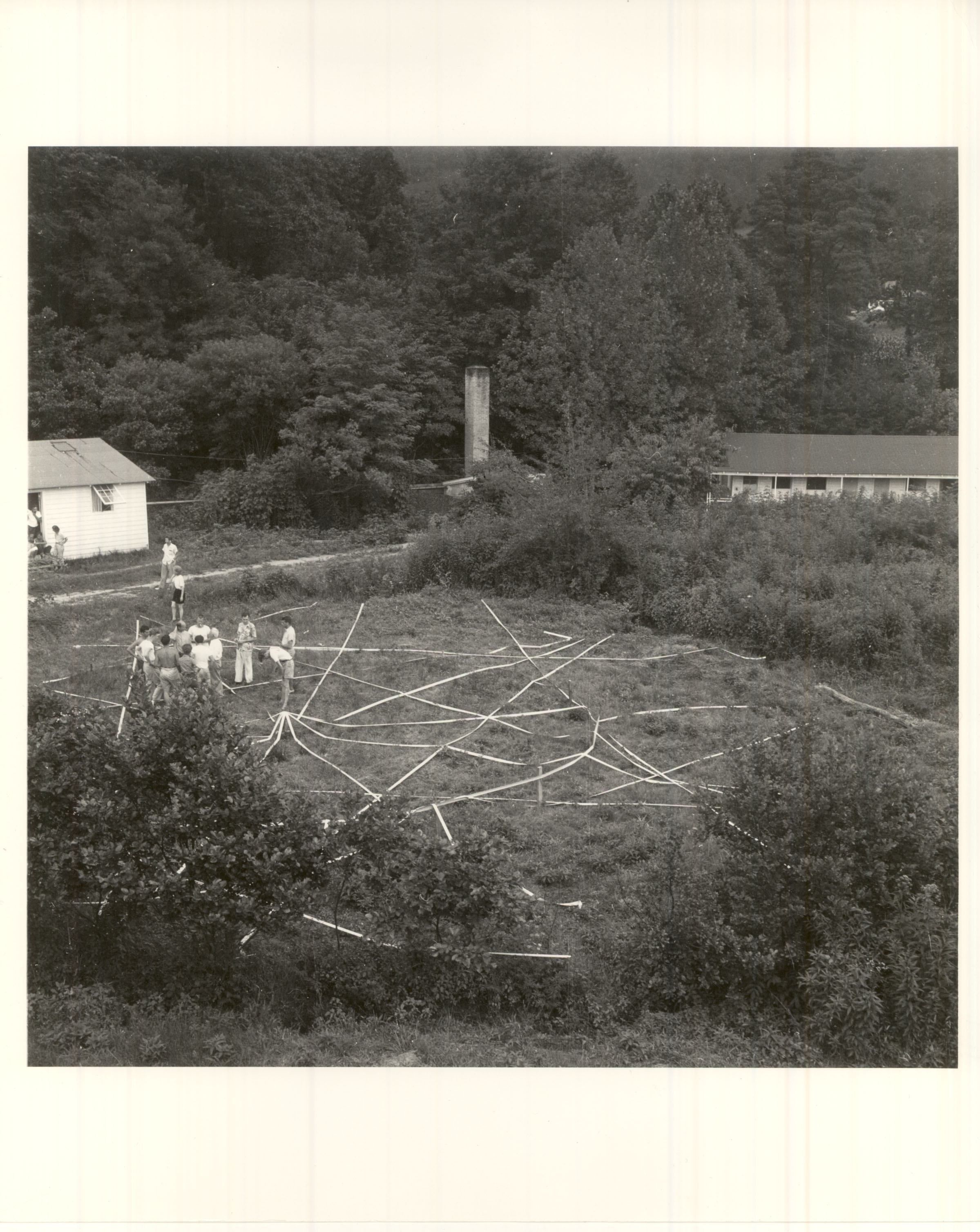
Classe d'architecture de Richard Buckminster Fuller lors de l'institut d'été de 1948

Les fondateurs du Black Mountain College étaient particulièrement influencés par la pensée du philosophe John Dewey sur le pragmatisme. Tout comme Dewey, ils souhaitaient "restaurer cette continuité entre ces formes raffinées et plus intenses de l'expérience que sont les œuvres d'art et les actions, souffrances, et événements quotidiens universellement reconnus comme des éléments constitutifs de l'expérience". L'art était intégré à la vie quotidienne tel une pratique d'exploration et de transformation afin de préparer les étudiants à la résolution de problèmes dans un contexte interdisciplinaire. Les disciplines traditionnelles telles que l'histoire, la physique, la philosophie se juxtaposaient à des enseignements techniques comme le tissage, la maçonnerie ou la cuisine. Les enseignements n'étaient pas hiérarchisés mais les disciplines artistiques y avaient une place centrale parce qu'elles étaient considérées comme l'archétype de l'éducation par l'expérience: Dans l'art, la fin est perçue comme réversible avec les moyens et ne correspond qu'à une étape dans le travail qui peut par la suite évoluer en de nouvelles possibilités pour une autre projet .
Le rythme du Black Mountain College a été décrit par Eric Bentley, professeur d'histoire et d'art dramatique, comme "infini". Des activités étaient programmées le matin, l'après-midi, le soir, autant les jours de la semaine qu'en fin de semaine. Les travaux domestiques et agricoles, les heures de repas et les concerts étaient considérés comme tout autant formateurs que les séminaires et les cours. La vie communautaire offrait aux étudiants la possibilité de développer des compétences sociales et de trouver leur place dans une société démocratique. L'idéal d'une organisation démocratique du collège est resté une volonté fondamentale tout au long de l'histoire du collège alors que le monde était traversé par une ère totalitariste.

### Instituts d'été
De 1944 à 1953, des instituts d'été sont organisés dans lesquels sont invités des intervenants extérieurs à l'école. Chaque Summer Institute est dirigé par une personnalité. Autour d'un thème ou d'une pratique artistique, ils se composent de cours, d'ateliers, de conférences, de concerts, de performances et de pièces de théâtre.
Durant l'institut d'été de 1952, John Cage réalise un "event" sans titre, connu comme le premier happening de l'histoire de l'art. Cet événement théâtral, inspiré par Antonin Artaud, n'est déterminé par aucun texte et les spectateurs sont placés au centre. Pendant 45 min, toutes sortes d'activités se déroulent librement et en même temps : David Tudor joue du piano, M.C. Richards et Charles Olson lisent des poèmes, Robert Rauschenberg projette des films au plafond et met de la musique, John Cage lit une conférence, Merce Cunningham danse, un chien court au milieu des participants en aboyant, tout cela dans un décor constitué de monochromes blancs de Rauschenberg et d'un tableau abstrait en noir et blanc peint par Franz Kline.

## Contexte socio-politique
L'année 1933, date de fondation du Black Mountain College, est marquée par l'arrivée d'Adolf Hitler à la chancellerie, la prise de pouvoir des nazis à travers l'Allemagne, l'ouverture du premier camp de concentration à Dachau et la fermeture du Bauhaus. Quand Joseph Albers est invité par John Andrew Rice pour enseigner les arts visuels au collège, il y voit l'opportunité de fuir l'insoutenable situation politique qui règne en Allemagne. D'autres musiciens, artistes, mathématiciens, psychiatres, philosophes et scientifiques juifs vont suivre le même chemin et contribuer au succès du collège. Durant les années de guerre, les jeunes américains étant engagés par l'armée, la communauté du Black Mountain College était essentiellement composée de réfugiés européens, de femmes et d'étudiants américains âgés.
En 1944, dix ans avant l'arrêt Brown contre le Bureau de l'éducation de la cour suprême des États-Unis, Alma Stone Williams devient la première femme afro-américaine à intégrer le Black Mountain College, et par la même occasion, un établissement scolaire supérieur entièrement blanc d'un État du Sud,.
En 1952, des agents du FBI, qui suspectent le collège d'abriter des groupuscules communistes, fouillent à plusieurs reprises le campus. Le contexte de conservatisme politique et culturel des années 1950, associé à un désir de consumérisme et de sécurité matérielle, font entrer le Black Mountain College dans une situation économique difficile. La forte surveillance et les répressions du maccarthysme entraînent un désengagement politique des artistes qui se tournent vers des institutions plus conventionnelles pour leur éducation. Le nombre d'étudiants baisse progressivement jusqu'à la fermeture du collège en 1957.

## Personnalités liées

### Enseignants notables
- Anni Albers, arts plastiques, tissage
- Josef Albers, arts plastiques (de 1933 à 1946)[26]
- Eric Bentley, lettres
- Ilya Bolotowsky, arts plastiques
- John Cage, musique
- Robert Creeley, lettres
- Merce Cunningham, danse
- Willem De Kooning, arts plastiques
- Robert Duncan, lettres
- Lyonel Feininger, arts plastiques
- Paul Goodman, sociologie
- Lou Harrison, musique
- Franz Kline, arts plastiques
- Albert William Levi, philosophie
- Robert Motherwell, arts plastiques
- Charles Olson, lettres
- Richard Buckminster Fuller, architecture
- Walter Gropius, architecture
- Clement Greenberg, arts plastiques
- Xanti Schawinski,  peintre, photographe et scénographe

### Étudiants notables
- Robert de Niro - peintre
- Kenneth Noland - peintre
- Arthur Penn - Cinéaste[27]
- Clara Porset - designeuse
- Robert Rauschenberg - peintre
- Cy Twombly - peintre
- Ruth Asawa - sculptrice
- John Wieners poète de la Beat Generation